# Lets voetbalkampioenschap 1953
In 1953 werd het 10e voetbalseizoen gespeeld van de Letse SSR, voorheen was Letland onafhankelijk en speelden de clubs in de  Virslīga. 
Sarkanais Metalurgs werd voor vijfde keer kampioen. 

## Stand
| Pos | Team                | Wed | W  | G | V | Ptn | DV | DT | +/− |
| --- | ------------------- | --- | -- | - | - | --- | -- | -- | --- |
| 1   | Sarkanais Metalurgs | 12  | 10 | 1 | 1 | 21  | 38 | 3  | +35 |
| 2   | Spartak Elektro     | 12  | 8  | 1 | 3 | 17  | 22 | 14 | +8  |
| 3   | Dinamo Rīga         | 12  | 6  | 2 | 4 | 14  | 13 | 13 | 0   |
| 4   | VEF                 | 12  | 5  | 1 | 6 | 11  | 18 | 20 | −2  |
| 5   | Vulkans             | 12  | 4  | 2 | 6 | 10  | 14 | 26 | −12 |
| 6   | Daugava Talsi       | 12  | 3  | 1 | 8 | 7   | 16 | 26 | −10 |
| 7   | Dinamo Ventspils    | 12  | 1  | 2 | 9 | 4   | 9  | 28 | −19 |

## Kampioen
| Virslīga 1953                           |
| Letland                                 |
| --------------------------------------- |
| Sarkanais Metalurgs Kampioen (5° titel) |